# Charles Sumner (évêque)
Charles Richard Sumner KG (22 novembre 1790-15 août 1874) est un évêque de l'Église d'Angleterre.

## Biographie
Charles Sumner est un frère de John Bird Sumner, archevêque de Cantorbéry, fils de Robert Sumner et d'Hannah Bird, une cousine germaine de William Wilberforce .
Sumner fait ses études au Collège d'Eton et au Trinity College de Cambridge et obtient un baccalauréat ès arts (BA) en 1814 et une maîtrise ès arts de Cambridge (MA) en 1817. Après l'ordination, il exerce son ministère pendant les deux hivers de 1814 à 1816 auprès de la congrégation anglaise de Genève. De 1816 à 1821, il est vicaire de Highclere, Hampshire. En 1820, George IV souhaite le nommer chanoine de Windsor, mais le premier ministre, Robert Jenkinson (2e comte de Liverpool), s'y oppose ; Sumner reçoit à la place une aumônerie royale et un poste de bibliothécaire. D'autres promotions suivent rapidement, en 1826, il est consacré évêque de Llandaff (à cette époque, l'évêque de Llandaff est également doyen de la cathédrale Saint-Paul de Londres) et en 1827, évêque de Winchester. En 1869, il démissionne de son siège, mais continue à vivre à la résidence officielle de Farnham jusqu'à sa mort le 15 août 1874.
Bien qu'évangélique dans ses opinions, il ne limite pas son patronage à cette école.
Lui et son frère sont membres de l'Association de Canterbury à partir du 27 mars 1848 .

## Œuvres
Sumner publie un certain nombre de pamphlets et de sermons et The Ministerial Character of Christ Practically Considered (Londres, 1824). Il a également édité et traduit De doctrina christiana de John Milton en 1823, et rédige le texte de l'essai de Macaulay sur Milton.

## Famille
Sumner épouse Jennie Fanny Barnabine Maunoir (23 février 1794 - 3 septembre 1849) et a sept enfants - quatre fils et trois filles, dont :
- John Maunoir Sumner (c. 1816 à Highclere - 1er avril 1886), recteur de North Waltham 1842–1845, et de Buriton, Hampshire, 1845, jusqu'à sa mort [5]
- Louisanna Sumner (1817–1899), qui épouse le révérend William Gibson, recteur de Fawley, Hampshire, et a onze enfants dont :
  - Arthur Gibson (1844–1927), international de Rugby à XV, qui dispute le premier match international en 1871
  - Edgar Charles Sumner Gibson, (1848-1924), évêque de Gloucester
  - Alan George Sumner Gibson (1856–1922), évêque coadjuteur du Cap à partir de 1894 [6]
- Sophia Albertina Sumner (1823–1884), épouse le révérend Guillaume Henry Ridley
- George Henry Sumner (1824-1909), évêque de Guildford, dont l'épouse Mary Sumner (en) fonde l'Union des mères
- Emily Sarah Frances Sumner (1832–1926), qui épouse Robert Newman Milford (1829–1913), recteur d' East Knoyle, Wiltshire et chanoine de la cathédrale de Salisbury, et sont les parents de Sir Humphrey Sumner Milford, éditeur à Oxford University Press